# Sarcoramphus papa
L'avvoltoio reale o avvoltoio papa (Sarcoramphus papa [Linnaeus, 1758]) è un grande uccello dell'America Centrale e Meridionale. È un membro della famiglia Cathartidae, che comprende gli avvoltoi del Nuovo Mondo. Questo uccello vive soprattutto nelle foreste tropicali di pianura che si estendono dal Messico meridionale all'Argentina settentrionale, anche se alcuni pensano che l'"avvoltoio dipinto" descritto da William Bartram in Florida appartenga a questa specie. È l'unico membro vivente del genere Sarcoramphus (Duméril, 1805), anche se sono conosciute diverse altre specie fossili.

## Descrizione

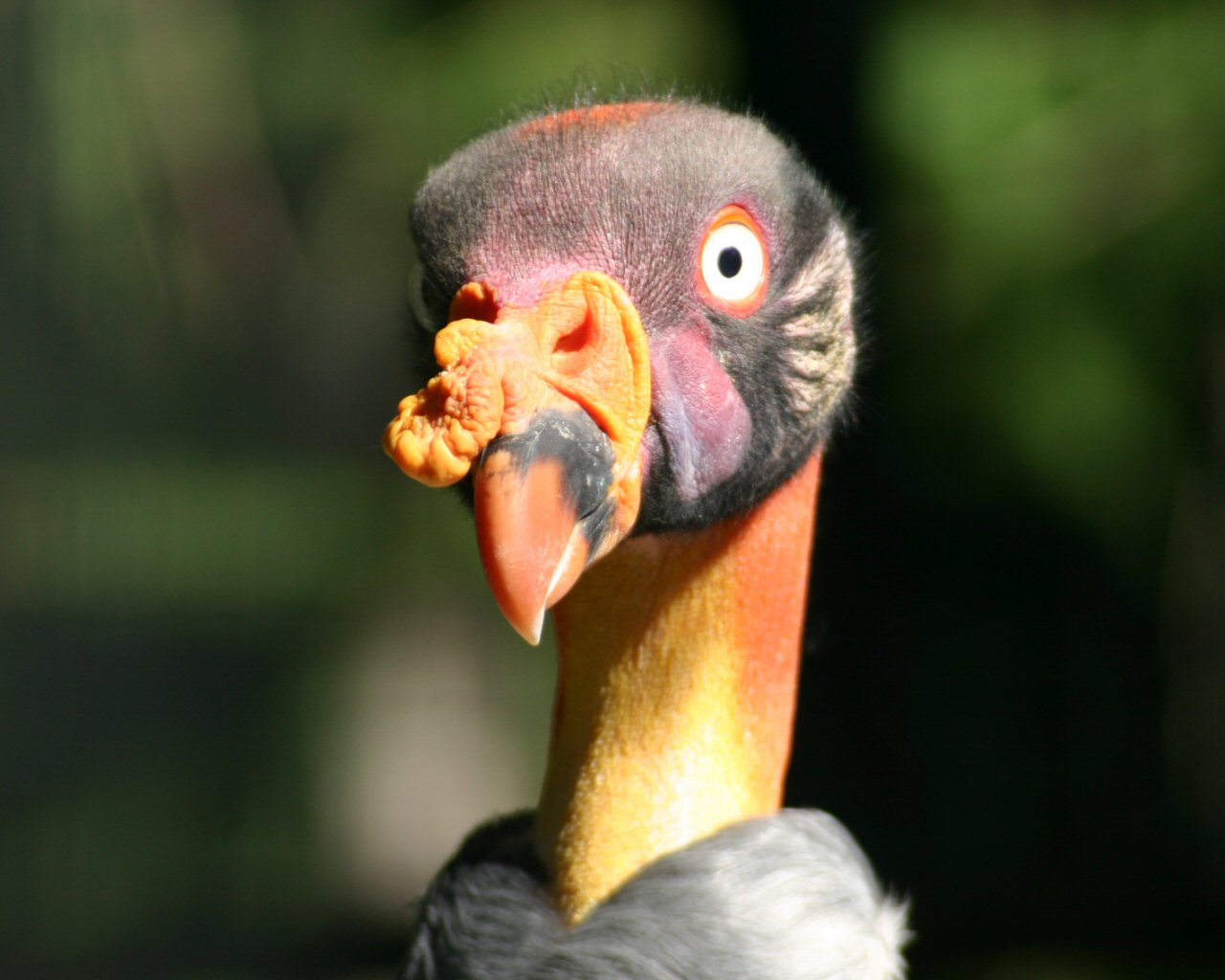
Particolare del capo

Escludendo le due specie di condor, l'avvoltoio reale è il più grande tra i Cathartidae. La sua altezza varia dai 68 agli 81 centimetri, mentre l'apertura alare varia da 1,2 a 2 metri. Il peso si aggira tra 2,7 e 4,5 chilogrammi. Uccello imponente, l'avvoltoio reale presenta un piumaggio prevalentemente bianco con una sfumatura giallo-rosata. In netto contrasto, le ali, le penne remiganti e la coda sono nere o grigie scure, così come il prominente collare. La testa e il collo sono privi di penne, e il colore della pelle varia dal rosso al viola sulla testa, a un acceso arancione sul collo e giallo sulla gola. Sulla testa la pelle forma delle pieghe rugose, con una notevole escrescenza carnosa di colore giallo sul becco arancione e nero. Questo bargiglio non si forma completamente fino al compimento del quarto anno di età.
L'avvoltoio reale ha il volume cranico maggiore e il becco più forte tra gli avvoltoi del Nuovo Mondo. Questo becco ha una punta a uncino e un bordo tagliente e affilato. Ha ampie ali e una coda corta e larga, di forma quadrata. Le iridi degli occhi sono bianche, circondate da una sclera di colore rosso pallido. A dispetto di altri avvoltoi della famiglia Cathartidae, l'avvoltoio reale è sprovvisto di ciglia. Ha inoltre le zampe grigie dotate di lunghi e poderosi artigli.
Questo avvoltoio presenta un lieve dimorfismo sessuale, con la femmina leggermente più piccola del maschio, mentre non si riscontrano differenze nel piumaggio. I piccoli hanno becco e occhi scuri e un soffice collo grigio che presto comincia ad assumere la tipica colorazione arancione degli adulti. Gli avvoltoi più giovani sono di colore grigio ardesia, e, sebbene somiglino agli adulti già a partire dal terzo anno di età, essi non assumono il piumaggio definitivo fino al quinto o sesto anno. Jack Eitniear del Center for the Study of Tropical Birds a San Antonio, in Texas, ha studiato il piumaggio degli uccelli in cattività nel corso degli anni e ha constatato che le penne ventrali sono le prime a schiarirsi intorno al secondo anno, seguite dalle ali fino a che non si completa la muta. Gli stadi finali dell'età immatura di questi uccelli presentano penne nere sparse nella parte inferiore delle ali, che sono altrimenti bianche.
La testa e il collo di questo uccello sono privi di penne come adattamento per mantenerli più puliti, anche se sulla testa sono presenti setole nere; questa mancanza di penne serve per evitare le infezioni dei batteri presenti nelle carogne di cui si nutre, ed espone la pelle all'effetto disinfettante del sole.
Il piumaggio scuro dei giovani può farli confondere con l'avvoltoio collorosso, mentre il piumaggio chiaro degli adulti può essere confuso con quello della cicogna americana, anche se il lungo collo e le lunghe zampe di quest'ultima la rendono facilmente riconoscibile anche da lontano.

## Biologia

### Comportamento

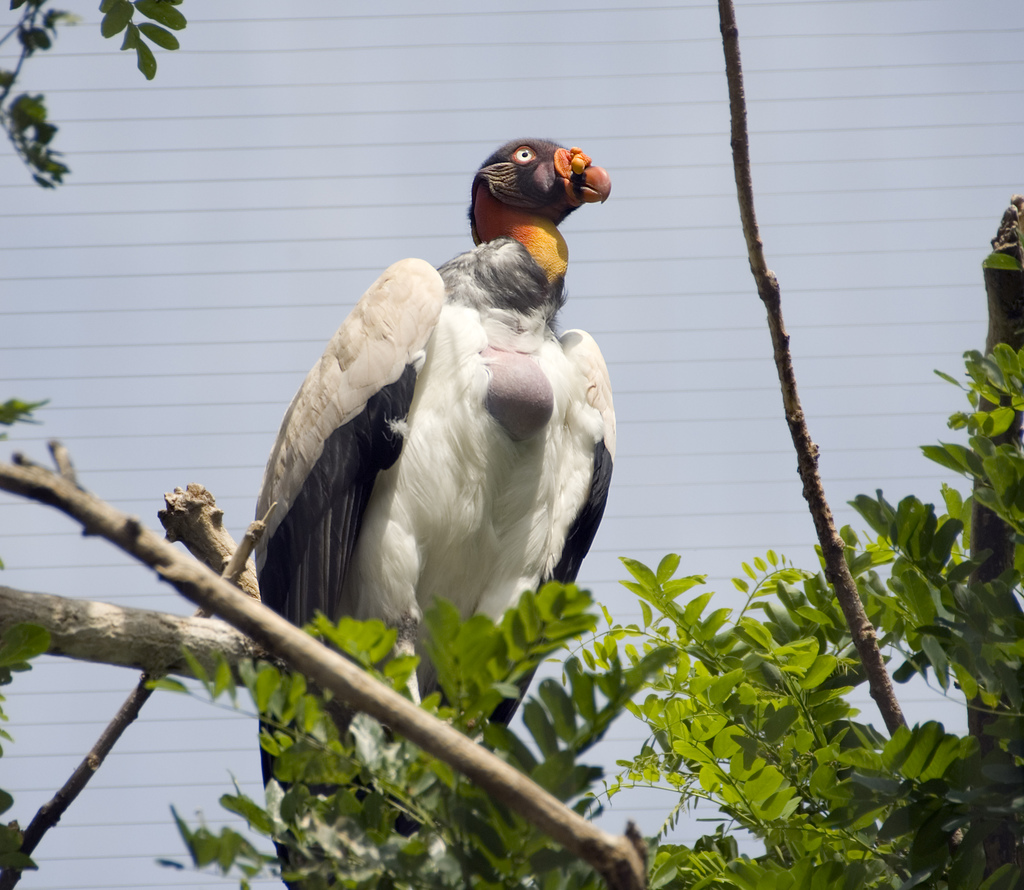

L'avvoltoio reale è in grado di volare per ore senza stancarsi, limitandosi a battere le ali di tanto in tanto. Durante il volo le ali sono tenute distese con le punte rivolte leggermente verso l'alto e da lontano può sembrare che l'uccello sia senza testa. I suoi battiti d'ala sono profondi e poderosi. Alcuni uccelli sono stati osservati volare in gruppo o a coppie in un paio di occasioni dalla naturalista venezuelana Marsha Schlee, secondo la quale questo comportamento potrebbe essere parte di un rituale di corteggiamento.
Nonostante le grandi dimensioni e i colori sgargianti, questo uccello è poco appariscente quando se ne sta appollaiato sugli alberi. Mentre è in questa posizione tiene la testa bassa e inclinata in avanti. È un uccello stanziale e, a differenza dell'avvoltoio collorosso, dell'avvoltoio testagialla minore e dell'urubù, vive generalmente da solo o in piccoli gruppi familiari. Gruppi composti anche da dodici esemplari sono stati osservati bere e fare il bagno in una pozza sopra una cascata in Belize. Solitamente solo un esemplare o due scendono su una carcassa, anche se occasionalmente si possono unire al banchetto fino a dieci esemplari, se il cibo è abbondante. L'avvoltoio reale può vivere fino a 30 anni in cattività, ma non si conosce l'età massima che può raggiungere allo stato selvatico. Per raffreddare la propria temperatura corporea, questo avvoltoio è solito defecare sulle proprie zampe, comportamento chiamato uroidrosi. A dispetto delle loro dimensioni, sono uccelli piuttosto pacifici. Manca di un vero e proprio apparato vocale, anche se può emettere deboli suoni soffocati e gracchianti durante il corteggiamento, o far schioccare il becco se si sente minacciato. I suoi predatori naturali sono i serpenti, che si cibano delle uova e degli esemplari giovani, e i grandi felini come il giaguaro che può sorprendere ed uccidere un avvoltoio adulto mentre è intento a cibarsi di una carogna.

### Alimentazione
Questo uccello si ciba di carcasse di bestiame, di pesce spiaggiato o di rettili morti. Nelle foreste è probabile che si nutra di carcasse di bradipi. Anche se si nutre principalmente di carogne, sono stati segnalati casi in cui è stato visto uccidere animali feriti, vitellini appena nati o piccoli rettili.
Sebbene si serva soprattutto della vista, il ruolo dell'olfatto per localizzare le carogne è dibattuto. Si pensa che non abbia il senso dell'olfatto, ma che invece segua i più piccoli avvoltoi collorosso o gli avvoltoi testagialla maggiori, che invece possiedono la capacità di percepire gli odori, fino alle carogne. Tuttavia uno studio risalente al 1991 ha dimostrato che l'avvoltoio reale è in grado di localizzare le carogne nella foresta senza l'aiuto di altri uccelli, suggerendo quindi che riesca a trovare il cibo per mezzo di un senso olfattivo. L'avvoltoio reale si ciba prevalentemente delle carogne trovate nella foresta, ma alle volte si avventura negli spazi aperti limitrofi in cerca di cibo. Una volta trovata una carcassa, questo uccello scaccia i suoi concorrenti grazie alla taglia maggiore e al forte becco. Comunque evita sempre gli scontri con il grande condor delle Ande. Usa il suo becco per lacerare la carne e fare il primo taglio nelle carcasse. Questo permette agli uccelli più piccoli e dotati di un becco meno poderoso di cibarsi anch'essi delle carcasse quando l'avvoltoio reale è sazio. La lingua di questo avvoltoio è molto ruvida e simile alla carta vetrata, caratteristica che gli permette di strappare con facilità la carne dalle ossa. Generalmente si nutre solo della pelle e delle parti meno molli delle carogne. È stato visto mangiare anche i frutti della palma moriche quando le carogne scarseggiano in Bolívar.

### Riproduzione
Il comportamento riproduttivo dell'avvoltoio reale in natura è poco conosciuto, e la maggior parte delle conoscenze derivano da osservazioni su uccelli in cattività, soprattutto nella Ménagerie du Jardin des Plantes, a Parigi. Gli avvoltoi reali raggiungono la maturità sessuale intorno al quarto o quinto anno, con le femmine che precedono di poco i maschi. Generalmente gli adulti si accoppiano durante la stagione secca. Gli avvoltoi reali formano coppie stabili per la vita e spesso depongono un singolo uovo bianco in un nido ricavato in una cavità di un albero. Per allontanare i predatori questi uccelli hanno l'abitudine di rendere i loro nidi maleodoranti. Entrambi i genitori covano le uova per un periodo che varia da 52 a 58 giorni. Se l'uovo è perso, viene spesso sostituito dopo circa sei settimane. Appena nati, i pulcini sono del tutto dipendenti dai genitori, ma i loro occhi sono aperti e sono già ricoperti da una soffice peluria. I pulcini crescono molto in fretta: a partire dal terzo giorno cominciano a dimenarsi intorno al nido e sono in grado di beccare la carne da soli. La seconda muta di piume bianche cresce intorno al decimo giorno, e intorno al ventesimo sono in grado di camminare sulle proprie zampe. Dal primo fino al terzo mese i piccoli esplorano l'area intorno al nido, e si involano per la prima volta a circa tre mesi d'età.

## Tassonomia

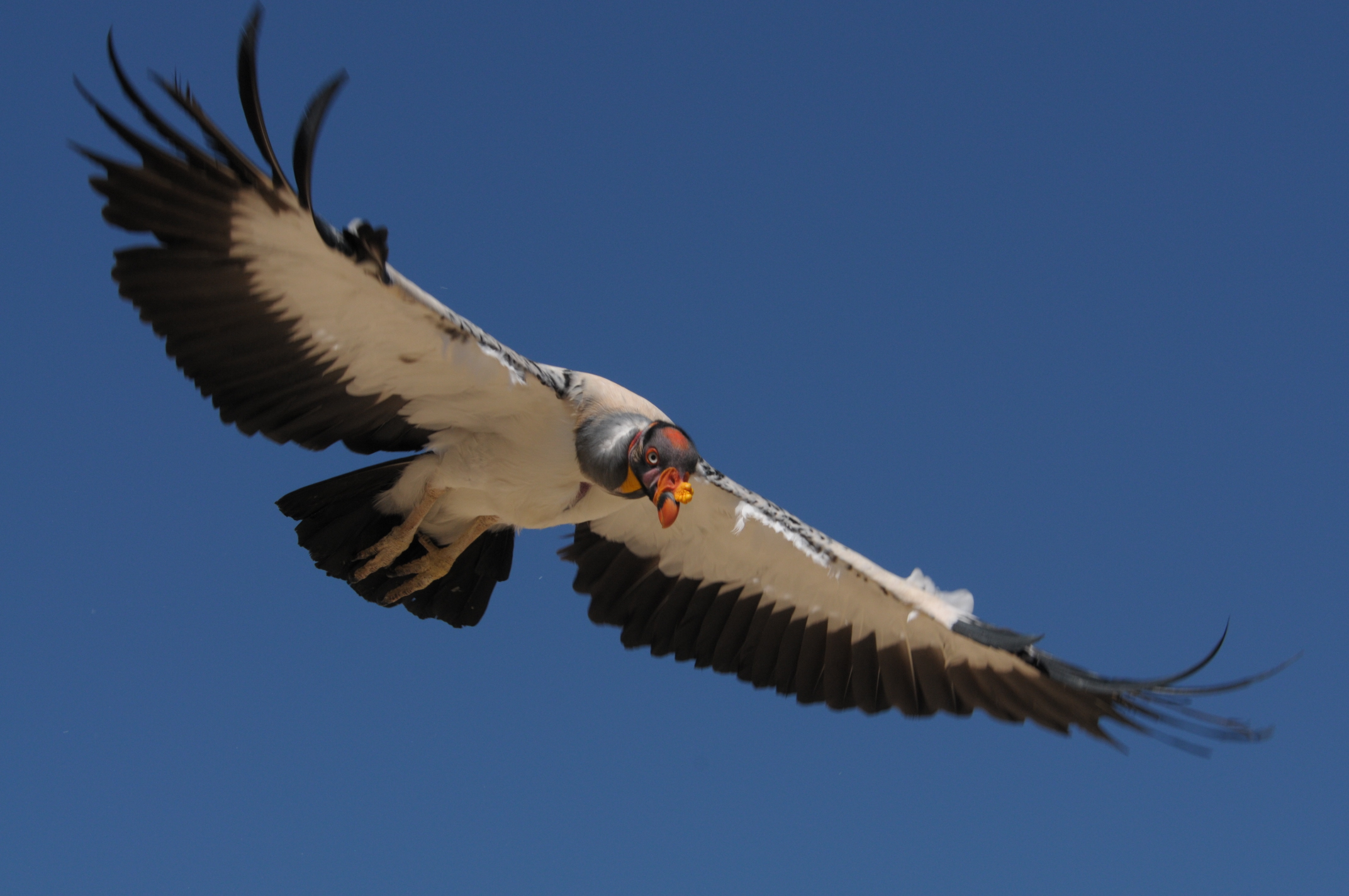
Vista ventrale mentre è in volo

L'avvoltoio reale è stato descritto per la prima volta da Linneo nel 1758 nella decima edizione del suo Systema Naturae come Vultur papa, basandosi sull'olotipo originariamente raccolto in Suriname. È stato successivamente riassegnato al genere Sarcoramphus nel 1805 dallo zoologo francese André Marie Constant Duméril. Il nome del genere è un composto formato dalle parole greche σάρξ (sarx, che significa "carne") e ράμφος (rhamphos, che significa "becco adunco") e spesso è scritto Sarcorhamphus, mantenendo lo spirito aspro nonostante l'agglutinazione con la parola precedente. Questo uccello è stato assegnato al genere Gyparchus da Constantin Wilhelm Lambert Gloger nel 1841, ma questa classificazione non è usata nella moderna letteratura, poiché il nome Sarcoramphus ha la precedenza essendo stato assegnato per primo. Il nome specifico deriva dal latino papa "vescovo", e allude al piumaggio dell'uccello che ricorda un abito corale. Il parente più stretto ancora vivente dell'avvoltoio reale è il condor delle Ande, Vultur gryphus. Alcuni autori hanno posto queste due specie in una sottofamiglia separata dagli altri avvoltoi della famiglia Cathartidae, anche se la maggior parte degli studiosi considera superflua questa suddivisione.
Ci sono due teorie su come l'avvoltoio reale abbia acquisito questo epiteto nel suo nome. La prima fa riferimento alla sua abitudine di scacciare gli uccelli più piccoli dalle carcasse e nutrirsene a sazietà mentre quelli aspettano. Una teoria alternativa afferma che il nome è derivato da alcune leggende maya, nelle quali l'uccello era un re che fungeva da messaggero tra gli uomini e gli dei. Questo uccello è conosciuto anche come “Corvo bianco” dalle popolazioni di lingua spagnola del Paraguay. Era anche chiamato cozcacuauhtli in lingua nahuatl, termine derivato dalle parole cozcatl "collare", e cuauhtli "uccello da preda".
L'esatta suddivisione sistematica dell'avvoltoio reale e delle altre sei specie di Cathartidae rimane poco chiara. Anche se entrambi i gruppi sono simili nell'aspetto e hanno ruoli ecologici analoghi, gli avvoltoi della famiglia Cathartidae, noti come avvoltoi del Nuovo Mondo, e quelli della famiglia Aegypiinae, chiamati anche avvoltoi del Vecchio Mondo, si sono evoluti da antenati diversi in diverse parti del mondo. Il dibattito è ancora aperto riguardo quali siano esattamente queste differenze, ma alcuni ritengono che gli avvoltoi del Nuovo Mondo siano più strettamente imparentati con le cicogne. Gli studiosi più di recente sono propensi a considerare l'ordine degli avvoltoi del Vecchio Mondo correlato a quello dei Falconiformes o a posizionarli in un ordine separato, quello dei Cathartiformes. La South American Classification Committee ha rimosso la famiglia Cathartidae dall'ordine Accipitriformes, preferendo assegnarla ad una incertae sedis, notando comunque che sarebbe possibile classificarla tra i Falconiformes o i Cathariformes. Come altri avvoltoi del Nuovo Mondo, l'avvoltoio reale possiede un corredo genetico diploide formato da ottanta cromosomi.

### Testimonianze fossili ed evoluzione

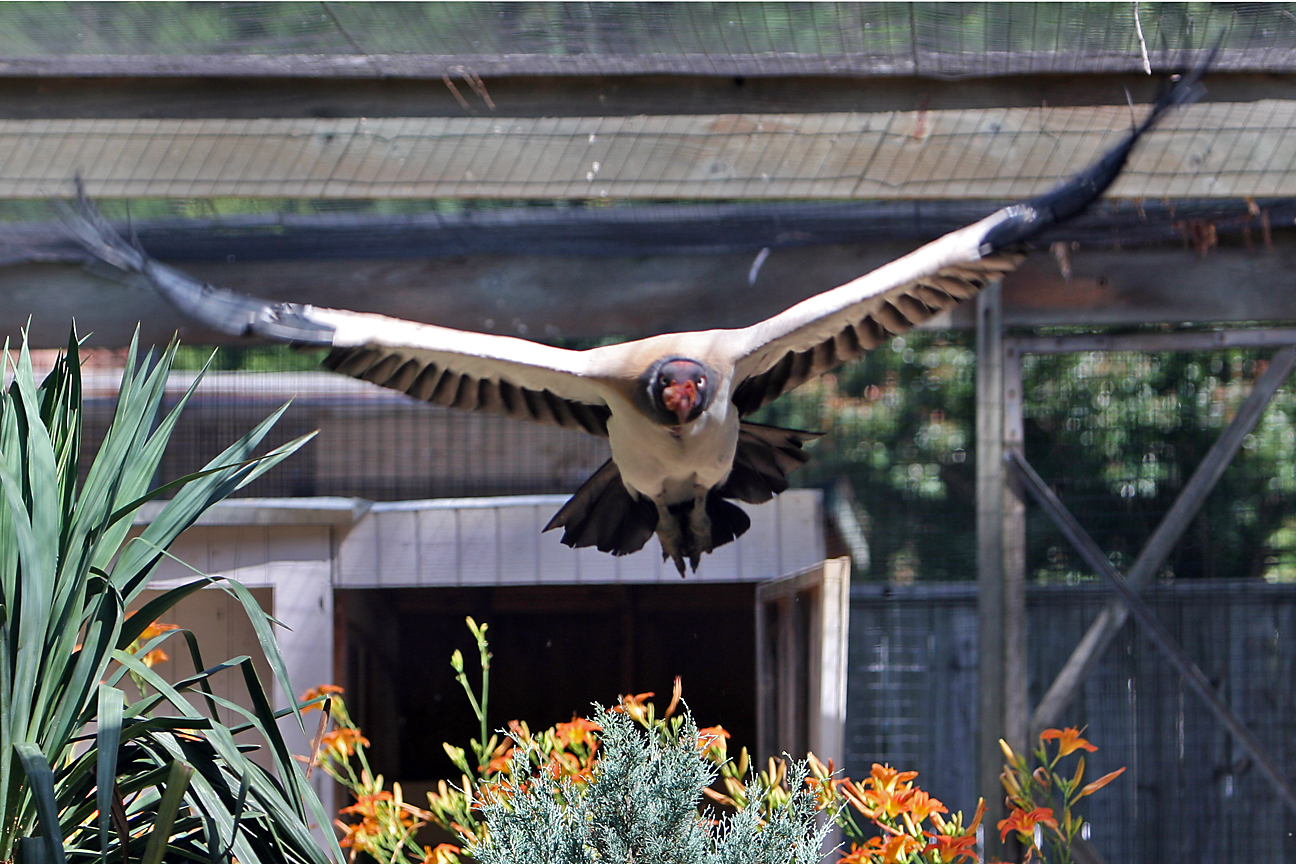

Il genere Sarcoramphus, oggi rappresentato solo dall'avvoltoio reale, aveva nel passato un'ampia distribuzione. L'avvoltoio di Kern (Sarcoramphus kernese), viveva nella parte sudoccidentale del Nord America durante la metà del Pliocene (nel Piacenziano), circa 3,5-2,5 milioni di anni fa. Era un componente poco conosciuto degli stadi faunistici Blancano e Delmontiano. L'unico materiale disponibile è un frammento distale di omero fossile trovato a Pozo Creek, nella Contea di Kern, in California. Secondo una descrizione che ne ha dato Loye H. Miller, il fossile comparato con le ossa di S. papa era simile per forma generale e curvatura, ma era più grande e più robusto. Il grande lasso di tempo che separa le due specie suggerisce che l'avvoltoio di Kern fosse una specie distinta, ma poiché il fossile è danneggiato e comunque poco utile per una diagnosi, qualsiasi ipotesi resta incerta. Risalente al Pleistocene superiore, è stata rinvenuta in Perù un'altra specie che potrebbe essere assegnata a questo genere: Sarcoramphus fisheri. Alcune ossa di un falco, dalle dimensioni simili a quelle di un'aquila, chiamato Buteogallus borrasi (precedentemente denominato Titanohierax) trovate in alcuni depositi cavernicoli a Cuba potrebbero far pensare ad un parente dell'avvoltoio reale risalente al Quaternario.
Poco può essere detto della storia evolutiva del genere, principalmente perché i resti di altri avvoltoi della famiglia Cathartidae risalenti al Neogene sono di solito più giovani o persino più frammentari. I Teratornithidae hanno mantenuto il dominio della nicchia ecologica rispetto agli altri gruppi esistenti specialmente in Nord America. L'avvoltoio di Kern sembra precedere leggermente la principale migrazione del Grande scambio americano, ed è interessante notare che la diversità attualmente riscontrabile tra gli avvoltoi del Nord America si sia originata in America Centrale. L'avvoltoio di Kern potrebbe quindi rappresentare una divergenza della popolazione del nord, forse parente stretto con la linea di S. fisheri e S. papa. I reperti fossili, sebbene scarni, supportano la teoria secondo cui l'antico avvoltoio reale e i Condor del Sud America si sono separati almeno cinque milioni di anni fa.

### L'avvoltoio dipinto di Bartram

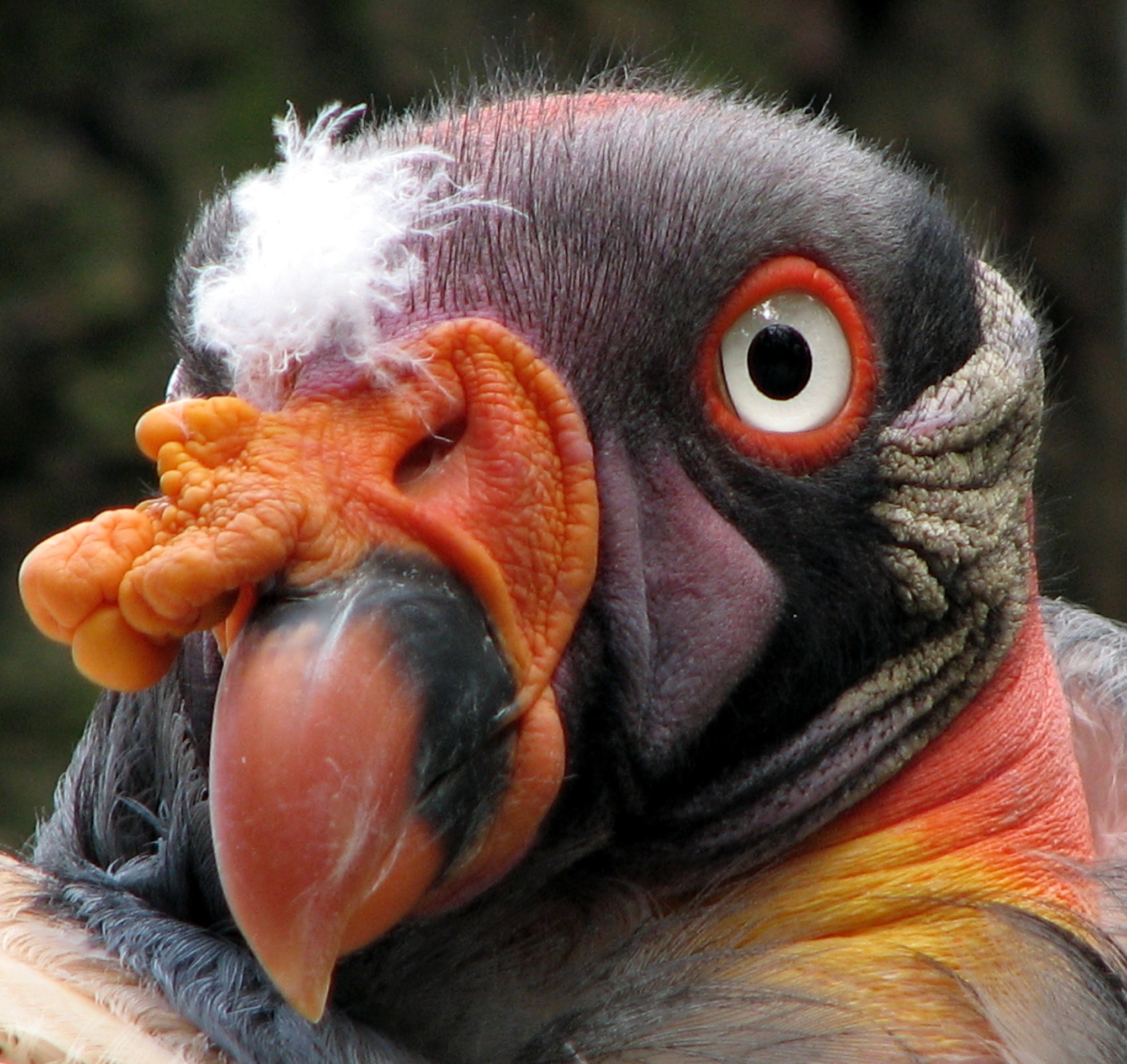
Un adulto allo zoo di Berlino

Un "avvoltoio dipinto" ("Sarcoramphus sacra" o "S. papa sacra") compare nelle note di William Bartram sul suo viaggio in Florida negli anni '70 del '700. La descrizione di questo uccello corrisponde all'aspetto dell'avvoltoio reale, tranne per il fatto di avere una coda bianca invece che nera. Bartram descrive l'uccello come relativamente comune e afferma di averne catturato uno. Comunque nessun altro naturalista ha mai osservato l'avvoltoio dipinto in Florida e sessant'anni dopo questo avvistamento la sua autenticità iniziò ad essere dibattuta, portando a quello che John Cassin ha descritto come il più invitante problema dell'ornitologia del Nord America.
Mentre molti ornitologi hanno in passato difeso l'onestà di Bartram, Joel Asaph Allen ha sostenuto che l'avvoltoio dipinto fosse un uccello mitico, e che Bartram avesse mischiato elementi di specie differenti per crearne una nuova. Allen ha notato che il comportamento dell'uccello, così come descritto da Bartram, è del tutto simile a quello del caracara. Per esempio, Batram osservò l'uccello seguire gli incendi naturali in cerca di carcasse degli animali travolti dalle fiamme come insetti e tartarughe. Questo comportamento è tipico del caracara, ma l'avvoltoio reale, più grande e dotato di zampe più corte, non è adattato per camminare. Si credeva che questo uccello fosse comune e abbondante ai tempi di Bartram, ma non si legge nelle note del naturalista se l'avvoltoio dipinto fosse accettato come Sarcoramphus. Comunque, Francis Harper ha sostenuto che l'uccello poteva essere, come negli anni trenta del '900, piuttosto raro nell'area visitata da Bartram e potrebbe essere stato perso.
Harper ha notato che le note di Bartram sono state considerevolmente alterate ed espanse nell'edizione stampata, e il dettaglio della coda bianca apparve stampato per la prima volta in questa versione revisionata. Harper credeva che Bartram avesse tentato di aggiungere alcuni dettagli dell'uccello basandosi unicamente sulla propria memoria, sbagliando quindi il colore della coda. Harper e alcuni altri ricercatori hanno tentato di provare l'esistenza di un avvoltoio reale in Florida prima di questa data, suggerendo che la popolazione fosse in via di estinzione e che scomparve dopo un periodo di freddo intenso. Inoltre, William McAtee, notando la tendenza degli uccelli a formare sottospecie tipiche della Florida, ha suggerito l'idea che l'avvoltoio dipinto fosse una sottospecie dell'avvoltoio reale, come la coda bianca sembrerebbe dimostrare.

## Distribuzione e habitat
L'avvoltoio reale vive in un'area di circa 14 milioni di chilometri quadrati tra il Messico meridionale e l'Argentina settentrionale. Nel Sud America non si spinge a ovest delle Ande, tranne che nell'Ecuador occidentale, nel nord-est della Colombia e nelle parti più nord-occidentali del Venezuela. Predilige foreste vergini tropicali in aree pianeggianti, ma lo si può trovare anche nelle savane e nelle praterie ai margini delle foreste. Lo si può spesso vedere vicino alle paludi o ai luoghi umidi all'interno delle foreste. Questo uccello è spesso l'unico o il più diffuso avvoltoio delle foreste primarie di pianura nel suo areale, ma si può trovare in inferiorità numerica rispetto all'avvoltoio testagialla maggiore nella foresta amazzonica e rispetto all'avvoltoio testagialla minore, all'avvoltoio collorosso e all'urubù negli spazi più aperti. L'avvoltoio reale solitamente non vive oltre i 1.500 metri di quota, anche se alcuni esemplari sono stati avvistati a 2.500 metri a est delle Ande, e raramente sono stati visti fino a 3.300 metri. Vivono principalmente tra i rami più alti della foresta o sopra le chiome degli alberi. Alcuni resti risalenti al Pleistocene sono stati rinvenuti nella provincia di Buenos Aires, nell'Argentina centrale, oltre 700 chilometri a sud del suo attuale areale, e questo ha dato credito a speculazioni riguardo al tipo di ambiente che si trovava in questa zona, poiché si pensava che non fosse adatto.

## Conservazione
Questo uccello è segnalato come a rischio minimo d'estinzione nella Red List dell'IUCN, con un areale stimato in 14 milioni di km² e con una popolazione selvatica stimata tra i 10.000 e i 100.000 esemplari. Comunque diverse evidenze suggeriscono che stia avvenendo un declino nella popolazione, anche se non così significante da giustificare un cambio di classificazione. Questo declino è causato principalmente dalla perdita di habitat e dal bracconaggio. Anche se è un uccello facilmente riconoscibile, la sua abitudine di restare appollaiato sui rami più alti o di librarsi ad alta quota ne rende difficile il monitoraggio.

## Relazioni con l'uomo
L'avvoltoio reale è una delle specie che ricorre più di frequente nelle rappresentazioni dei codici Maya. Il suo glifo è facilmente distinguibile dalla protuberanza sul becco dell'uccello e dai cerchi concentrici che ne evidenziano la forma dell'occhio. Qualche volta è rappresentato come un dio con un corpo umano e la testa da uccello. Secondo la mitologia Maya, era un messaggero tra gli uomini e gli altri dei. Il suo simbolo è inoltre usato per rappresentare il tredicesimo giorno del mese nel calendario maya. Qualcuno ha pensato che l'uccello rappresentato fosse in realtà un tacchino ocellato, anche se il becco acuminato e il bargiglio su di esso fanno protendere verso il rapace.
Il sangue e le penne di questo uccello erano anche usati per curare alcune malattie. L'avvoltoio reale è un soggetto popolare anche nei francobolli rilasciati dagli stati compresi nel suo areale. È apparso in un francobollo di El Salvador nel 1963, in uno del Belize nel 1978, nel Guatemala nel 1979, in Honduras nel 1997, in Bolivia nel 1998 e in Nicaragua nel 1999.
A causa della sua taglia e della sua bellezza, l'avvoltoio reale è un'attrazione in molti zoo del mondo. È una delle specie di uccelli ad avere un albero genealogico, a cura dell'Association of Zoos and Aquariums, tenuto da Shelly Collinsworth del Fort Worth Zoo, in Texas.